# Grady Ward

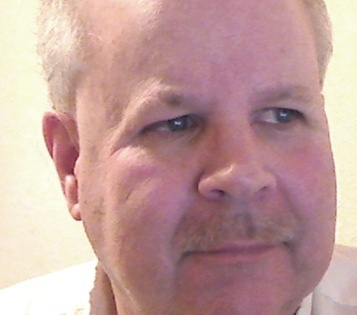
Grady Ward 2013

William Grady Ward (* 4. April 1951) ist ein US-amerikanischer Software-Entwickler, Lexikograph und Internet-Aktivist. Er ist bekannt für sein Engagement gegen die Praktiken Scientologys.

## Leben
Von 1979 bis Januar 1989 arbeitete er für die Firma Apple. 1989 wurde er vom FBI als einer der fünf Hauptverdächtigen befragt, nachdem bei Apple die Geheimhaltung einer Software zur Gestaltung der Macintosh-Rechner gebrochen worden war. Unter anderem aufgrund seiner Fähigkeiten und liberalen Vergangenheit und da er Zugang zur fraglichen Software gehabt haben soll, fiel Verdacht auf ihn.
Davor wurde Ward bekannt für die Zusammenstellung und Verbreitung einer gemeinfreien Version der gesammelten Werke von William Shakespeare („Moby Shakespeare“, basierend auf der Globe Edition von 1864), welche weltweit die größte Verbreitung aller Werksammlungen von Shakespeare erreichte.
Grady Ward trug die Inhalte des Moby Project zusammen, einer ausgedehnten Sammlung vorwiegend englischsprachiger lexikalischer Inhalte, die er 1996 in die Gemeinfreiheit übergab. In der Sammlung findet sich der Moby Thesaurus, der mit über 2,5 Millionen enthaltenen Synonymen und zusammengehörigen Wörtern den größten englischsprachigen Thesaurus überhaupt darstellt.
Ward beschäftigte sich mit der Entwicklung einer Sammlung von Quellcodefragmenten namens Moby Crypto, um die weite Verbreitung aktueller, starker Verschlüsselungstechnik zu fördern. Die US-Regierung behandelte damals starke kryptographische Software in rechtlicher Hinsicht wie Waffen und erlegte dem Umgang damit entsprechende Beschränkungen auf.
1993 wurde in Zusammenhang mit Moby Crypto gegen seinen Verlag Austin Code Works wegen des Vorwurfes der illegalen Ausfuhr starker Verschlüsselungstechnik ermittelt.
Er verbreitete auch das Konzept, durch „schockierenden Unsinn“ einprägsame und dabei sichere Passphrasen zu erstellen.
Am 30. März 1995 half er bei der Verbreitung eines Handbuches für NSA-Angestellte, als es über das Phrack-Magazin an die Öffentlichkeit gelangte, wobei der den Standpunkt vertrat, dass eine Regierung, die zur Geheimhaltung ihrer eigenen Unterlagen unfähig ist, auch nicht mit der Pflege des von der NSA vorgeschlagenen Systems zur Hinterlegung von kryptographischen Schlüsseln betraut werden sollte.
1996 verklagte Scientology Ward wegen des Vorwurfs des Urheberrechtverstoßes, wobei sie behauptete, dass er für die anonyme Veröffentlichung von geschütztem Material verantwortlich sei, an dem die „Kirche“ das Copyright hält. Nach einigen Jahren des als Armensache geführten Streits, in dem Ward sich alleine verteidigte und mehr als 1000 Termine beim Northern District of California, San Jose, wahrnahm, wurde der Streit am 12. Mai 1998 beigelegt, indem der Fall rechtskräftig abgewiesen wurde. Ward obsiegte über den Versuch Scientologys, den Fall als Betriebsgeheimnis zu behandeln, akzeptierte jedoch die Feststellung des Urheberrechtsanspruches von Scientology. Ohne die behauptete Verantwortung für die damit festgestellten Urheberrechtsverstöße anzuerkennen, willigte er dennoch ein in die lebenslange regelmäßige Zahlung von monatlich 200 Dollar an Scientology. Ungewöhnlicherweise für einen juristischen Vergleich mit Scientology wurde das Beilegungsabkommen nicht geheim gehalten und enthielt auch keine Beschränkungen für zukünftige Äußerungen Wards über Scientology. Die Übereinkunft wurde selber zum Anlass eines am Bundesberufungsgericht des neunten Bundesgerichtskreises anhängigen Rechtsstreits, wurde jedoch bisher von beiden Seiten eingehalten.